# François Bellot
François Bellot (ur. 8 lutego 1954 w Jemelle) – belgijski francuskojęzyczny polityk, inżynier i samorządowiec, parlamentarzysta, minister w rządzie federalnym.

## Życiorys
Ukończył budownictwo lądowe na Université de Liège, odbył studia z zakresu zarządzania przedsiębiorstwem i politologii na Université catholique de Louvain. Kształcił się ponadto w paryskiej École nationale d'administration. Pracował w administracji publicznej, m.in. na dyrektorskim stanowisku w Regionie Walońskim, gdzie zajmował się sprawami transportu.
Działacz walońskich liberałów, w tym Ruchu Reformatorskiego. Od 1989 wybierany na radnego miasta Rochefort. W latach 1995–1998 był burmistrzem tej miejscowości, ponownie objął to stanowisko w 2001, uzyskując reelekcję na kolejne kadencje. W drugiej połowie lat 90. działał w samorządzie prowincji Namur. Od 2000 do 2010 sprawował mandat posła do Izby Reprezentantów, następnie do 2014 zasiadał w federalnym Senacie, gdzie przez rok kierował klubem senackim swojego ugrupowania. Od 2014 do 2016 był posłem do Parlamentu Walońskiego oraz parlamentu wspólnoty francuskiej.
18 kwietnia 2016 wszedł w skład rządu Charles’a Michela, obejmując funkcję ministra ds. mobilności i NMBS, na której zastąpił Jacqueline Galant. W 2019 ponownie wybrany do regionalnego parlamentu. Pozostał na dotychczasowej funkcji rządowej, gdy w październiku tegoż roku na czele przejściowego gabinetu stanęła Sophie Wilmès, a także w marcu 2020, gdy Sophie Wilmès utworzyła swój drugi rząd. Zakończył urzędowanie w październiku 2020.

## Odznaczenia
Odznaczony komandorią Orderu Leopolda (2010) oraz komandorią Orderu Leopolda II (2004).